# Putumayo (Colombia)
Putumayo (en quechua: Putu Mayu) es uno de los treinta y dos departamentos que forman la República de Colombia. Su capital es Mocoa y su ciudad más poblada es Puerto Asís. Está ubicado al suroeste del país, en la región Amazónica. La mayoría de sus municipios hace parte de los territorios focalizados PDET.
Geográficamente el Putumayo se encuentra localizado entre 1°26'18" y 0°27'37" de latitud norte, y 73°50'39" y 77°4'58" de longitud oeste.

## Toponimia
El Departamento recibe el nombre de uno de los principales tributarios fluviales del río Amazonas: el río Putumayo.
Su significado en quechua, putu mayu, de 'putu': vasija de fruto de árboles y 'mayu': río; que significaría «río que nace donde crecen las plantas cuyos frutos son usados como vasijas» o simplemente vasija de agua frutal.

## Historia
Putumayo es territorio de los indígenas Cofán, el noroccidente de los Kamentsá, el centro y sur de pueblos de lenguas tukano como los Siona y el oriente por pueblos de lenguas witoto. Parte del territorio Kamentxá fue conquistado por el Inca Huayna Cápac en 1492, que tras atravesar el territorio cofán, estableció en el Valle de Sibundoy una población quechua, que hoy se conoce como Ingas. Tras la derrota de los incas en 1533, la región fue conquistada por los españoles desde 1542 y administrada desde 1547 por sucesivas misiones católicas.
El territorio actual del Putumayo estuvo ligado a Popayán durante la colonia y en las primeras décadas republicanas, haciendo parte del inmenso Departamento de Azuay que incluía territorios de las hermanas repúblicas de Ecuador y Perú. Después de la desintegración de la Gran Colombia en 1830, el Putumayo siguió perteneciendo a la Provincia de Popayán, que en 1857 fue anexada al Estado Soberano del Cauca; con la reforma constitucional de 1886, este estado y los demás que componían Colombia pasaron a llamarse departamentos. En 1905 es separada del Departamento del Cauca la Intendencia del Putumayo, que fue el génesis del actual departamento; sin embargo en 1909 fue integrada a la entonces Intendencia del Caquetá. En 1912 es creada la Comisaría del Putumayo que adquiere vida propia como entidad territorial al año siguiente. Entre 1953 y 1957 es fusionado con el Departamento de Nariño debido a varios disturbios públicos; en este último año se crea de nuevo como Comisaría Especial del Putumayo. En 1968 recupera su antigua denominación de intendencia y permanece así hasta 1991, cuando es elevado constitucionalmente a departamento.

#### Genocidio del Putumayo
Un episodio de la historia del Putumayo ocurrido durante la llamada Fiebre del caucho, época comprendida entre finales del siglo XIX hasta comienzos del siglo XX, en la que la Casa Arana esclavizó y exterminó a miles de nativos de la Amazonía, utilizados como mano de obra para la explotación del caucho. En la actualidad sobreviven diversas comunidades indígenas que resistieron el paso de los conquistadores del siglo XVI, la cauchería y las modificaciones ambientales causadas por la explotación del petróleo y la colonización reciente.
Otra problemática ha sido el conflicto entre las misiones capuchinas en el valle de Sibundoy, los colonos y los indígenas que heredaron las tierras del cacique Carlos Tamabioy. Estos hechos y testimonios e relatan en el libro de Víctor Daniel Bonilla, [[Siervos de Dios y amos de indios]]. El Estado y la Misión capuchina en el Putumayo.

## Geografía

### Límites
Putumayo está delimitado al sur y sureste con Ecuador y Perú y el resto con los siguientes departamentos:
| Noroeste: Cauca (Ríos Cascabel y Caquetá)                                             | Norte: Caquetá (Río Caquetá)                       | Nordeste: Caquetá (Río Caquetá)                               |
| Oeste: Nariño                                                                         |                                                    | Este: Caquetá (Río Caquetá)                                   |
| Suroeste: Ecuador Provincia de Sucumbios (Río San Miguel), (Meridiano 76°, 36' Oeste) | Sur: Ecuador Provincia de Sucumbios (Río Putumayo) | Sureste: Amazonas, Perú Departamento de Loreto (Río Putumayo) |

### Fisiografía

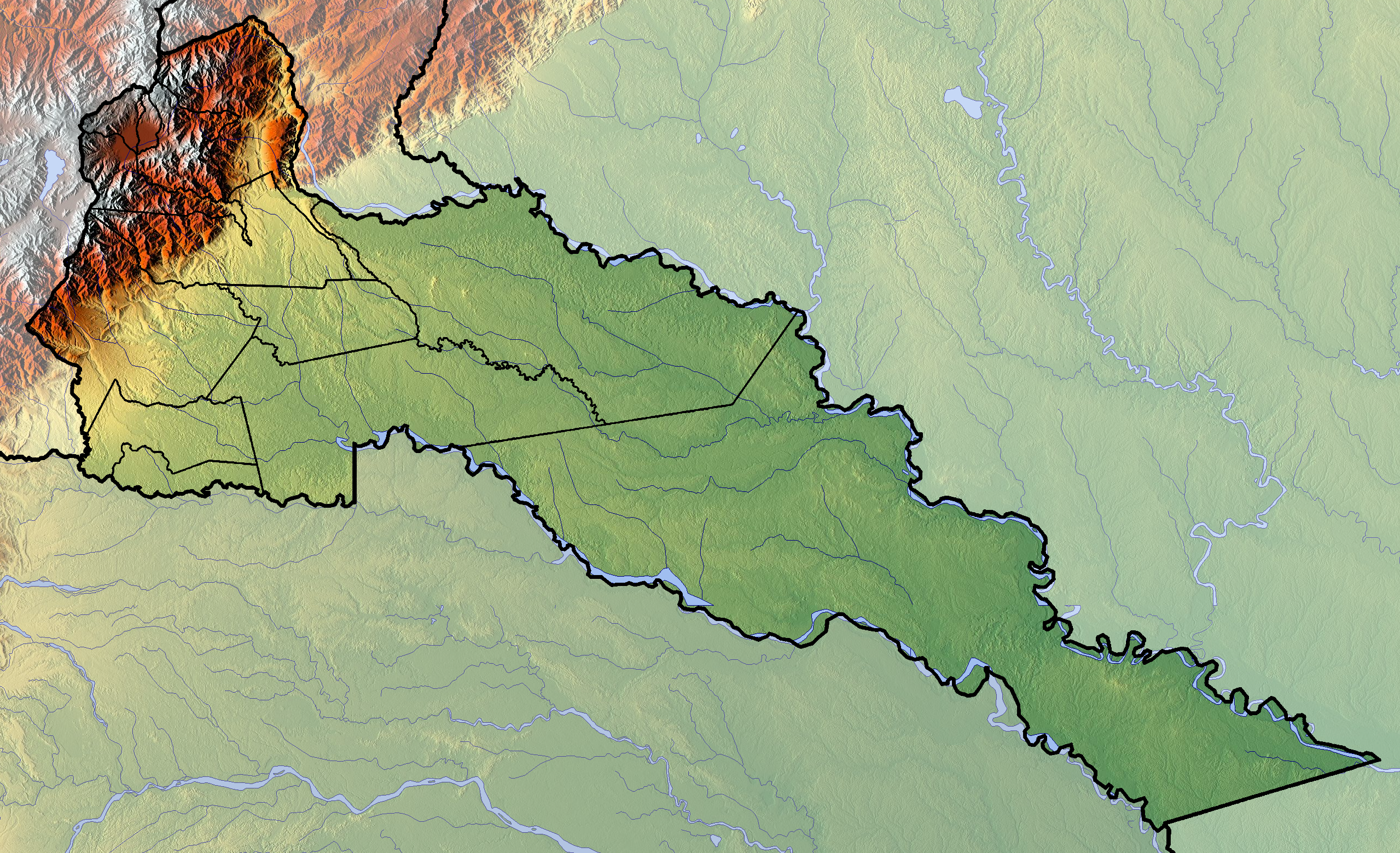
Mapa físico del Putumayo.

En el Putumayo se distinguen dos zonas morfológicas distintas: hacia el occidente se encuentra el flanco de la cordillera Oriental, que se extiende hasta el piedemonte amazónico; y la llanura amazónica, que abarca el centro y oriente del territorio y es de relieve ondulado; a orillas de los ríos Caquetá y Mecaya se encuentran sectores inundables.
El relieve montañoso que ocupa la faja occidental presenta alturas hasta los 3800 metros sobre el nivel del mar, compartidas con los vecinos departamentos de Nariño y Cauca.

### Hidrografía
El río Putumayo es el rey de la región, con una amplia red de tributarios que vienen desde todos los rincones del departamento. Entre los principales ríos podemos destacar:
- El Guamuez, que nace en la Laguna de la Cocha (Nariño).
- El Piñuña.
- El Caquetá, que hace de límite norte con los departamentos del Cauca y Caquetá, y es otra arteria vital de la red fluvial de la amazonia.
- Río San Miguel.

Aparte de estos, también bañan sus tierras los ríos Mecaya, Yurilla, Caucayá, Sencella, Sabilla, Orito, Mulato, Rumiyaco, Mocoa, Piñuña Blanco, Piñuña Negro, Quebrada El Afilador, y numerosas corrientes menores.

### Clima
En la región del piedemonte, con el aumento de la altitud, las precipitaciones inicialmente aumentan hasta llegar a su óptimo pluviométrico entre los 2300 y 3500 mm, para luego descender rápidamente. La llanura se caracteriza por las altas temperaturas superiores a los 27 °C, con una precipitación promedio anual de 3900 mm. Sus tierras se distribuyen en los pisos térmicos cálido, templado y bioclimático páramo. En el departamento se encuentran el parque nacional natural La Paya y las reservas indígenas de Afilador, Santa Rosa del Guamuez, Santa Rosa de Sucumbíos y Yarinal San Marcelino.

### Parques naturales
Al pertenecer a la región amazónica colombiana es un departamento rico en biodiversidad y un objetivo preferido para el ecoturismo. 
- Parque nacional natural La Paya.
- Parque nacional natural Serranía de los Churumbelos Auka-Wasi

## División político-administrativa

Mapa político del Putumayo.

El departamento de Putumayo se divide en 13 municipios, que se agrupan en tres subregiones (no oficiales):
- Alto Putumayo: Sibundoy, Santiago, San Francisco, Colón
- Medio Putumayo: Mocoa, Villagarzón, Puerto Guzmán
- Bajo Putumayo: Puerto Asís, Orito, Valle del Guamuez, San Miguel, Puerto Leguízamo, Puerto Caicedo

## Demografía
| Evolución de la población del departamento del Putumayo (1938-2025)       |
|                                                                           |
| Población según censo. Población según proyección.Fuente: Statoids. DANE. |

### Etnografía
El Departamento del Putumayo cuenta con una población conformada por tres bases étnicas: mestizos, indígenas y afrodescendientes.
La mayor parte de la población migró desde finales del siglo XIX, acentuándose a mediados y finales del siglo XX. Los momentos mayores de poblamiento han estado ligados a las bonanzas extractivistas como la quina, el caucho, las maderas y pieles preciosas, pero definitivamente conforma el grueso de la población las corrientes migratorias originadas por la extracción petrolera y el cultivo de coca.
En la actualidad el departamento presenta un importante flujo migratorio producto de los programas asistencialistas del Estado, la construcción de los megaproyectos viales como el Corredor Multimodal Tumaco - Belém do Pará, el Eje Andino, la Carretera Marginal de la Selva, la explotación minera e hidrocarburífera.
Los principales departamentos de origen son Nariño (54,4 %), Cauca (14,6 %), Valle del Cauca (5,7 %), Tolima (4,9 %), Caquetá (2,4 %) y Cundinamarca (2,4 %).
- Mestizos & Blancos (78,0 %)
- Amerindios o Indígenas (18,3 %)
- Negros o Afrocolombianos (3,7 %)
- Inmigrantes (0,01 %)

### Inmigración
El más reciente censo general de la nación, realizado por el Departamento Administrativo Nacional de Estadística de Colombia (DANE), presenta los siguientes resultados acerca del país de nacimiento de los habitantes del departamento de Putumayo:
| N.º        | País       | Población |
| ---------- | ---------- | --------- |
| 1          | Venezuela  | 3 434     |
| 2          | Ecuador    | 1 924     |
| 3          | Perú       | 51        |
| No informa | No informa | 133       |
| Otros      | Otros      | 88        |
| Total      | Total      | 5 630     |

## Economía
La economía del Putumayo se basa en actividades agropecuarias y la explotación petrolífera en la región de Orito - Puerto Colón. Dicha actividad ha atraído colonos del interior del país. Pero también es importante la producción artesanal.
Los sectores de mayor peso en economía del departamento son sector servicios y el sector agropecuario; el sector minero también tiene una gran importancia para Putumayo, ya que la extracción de petróleo se constituye en la actividad que más ingresos aporta.
Putumayo tiene potencial para la explotación de maderas para la construcción y riqueza vegetal con usos en medicina, industria oleaginosa y resinas.

### Sector agrícola y pecuario
La agricultura es una de las actividades más importantes para los habitantes del departamento, quienes cultivan principalmente maíz, papa, plátano, yuca, caña panelera, chontaduro y piña. Así mismo se encuentran cultivos de arroz, ñame, ajonjolí, hortalizas y fríjol.
En cuanto a la actividad pecuaria, es importante la ganadería vacuna y su producción lechera, así como la actividad porcina. Aunque su actividad es ilegal, es uno de los departamentos de Colombia con mayor cultivo y producción de hoja de coca según la ONU,materia prima para la fabricación de sustancias psicoactivas como la cocaína, motivo por el cual este departamento era blanco de ataques terroristas por grupos al margen de la ley, quienes buscaban el control de esta actividad ilícita.

### Sector industrial
El sector industrial de Putumayo tuvo un peso marginal en el conjunto de la actividad económica departamental. Se registran algunas producciones principalmente en los rubros de alimentos, bebidas y tabaco.

### Sector minero
En los municipios de Orito y Villagarzón hay importantes yacimientos de petróleo que incorporan grandes ingresos a la economía del departamento; también hay extracción de oro en el Macizo Colombiano, del cual una parte es extraído de manera ilegal, amenazando la biodiversidad existente en el departamento. La extracción de petróleo representa casi el 100 % de la estructura del sector minero.

## Sociedad civil
Dentro de su organización social, el departamento cuenta con una plataforma de organizaciones sociales denominada Sociedad Civil del Putumayo que agrupa a organizaciones sociales, líderes comunitarios y sociales de todo el departamento del Putumayo. El objetivo principal de esta plataforma es contribuir al fortalecimiento de la democracia en la región desde la perspectiva de la sociedad civil, a partir de promover la participación, el control social, la cultura política y la conservación ambiental del departamento. Entre las organizaciones que conforman la plataforma están Fundación Ecotono, Federación Comunal del Putumayo, la Federación Departamental de Asociaciones por los Derechos de los Pueblos Afro del Putumayo, la Organización Zonal Indígena del Putumayo, la Red de Emisoras Comunitarias del Putumayo, la Asociación de Mujeres de la Bota Caucana, Productos Amazonia, la Fundación Opción Putumayo, la Fundación Canaguaro y la Asociación de Colombianos Residentes en el Ecuador.

## Movilidad
- Terrestre:

El departamento cuenta a nivel terrestre con la Ruta Nacional 45 que pasa por la parte norte desde Pitalito (Huila) y San Juan de Villalobos (Cauca) al sur  hasta Mocoa (capital departamental) y de ahí hasta el poblado de Puerto Colón del municipio de San Miguel a orillas del río homónimo donde kilómetros adelante llega al Puente Internacional que accede a la población de Puerto San Miguel y al sur hasta Nueva Loja, ambos en la vecina  República del Ecuador ya en la Troncal Amazónica E45 de ese país. También está la Ruta Nacional 10 que va desde Villagarzón (saliendo de la RN45, al sur de la capital departamental) hacia el Occidente  San Juan de Pasto en el vecino Departamento de Nariño. Ya más al oriente hay una carretera que enlaza a los ríos Caquetá y Putumayo entre La Tagua hasta el casco urbano de Puerto Leguízamo.
- Fluvial:

A nivel fluvial cuenta con puertos de importancia en Puerto Asís y Puerto Leguizamo, vitales para la conexión intermodal por los países amazónicos hasta Belém do Pará (Brasil). 
- Aéreo:

A nivel aeroportuario dispone del Aeropuerto Tres de Mayo en Puerto Asís y otros menores en Villagarzón y Puerto Leguízamo, vitales para el transporte de cargas y pasajeros al interior de Colombia.